# کشتی راهنما

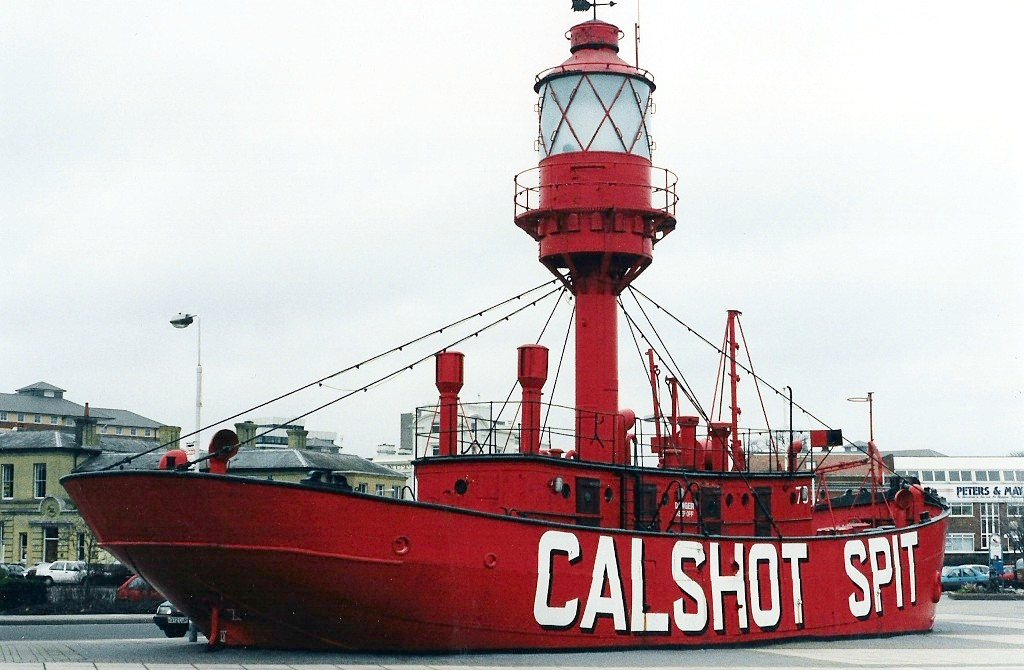
نمونه‌ای از یک کشتی راهنما که امروزه در موزه‌ای در ساوت‌همپتون به نمایش گذاشته شده‌است.

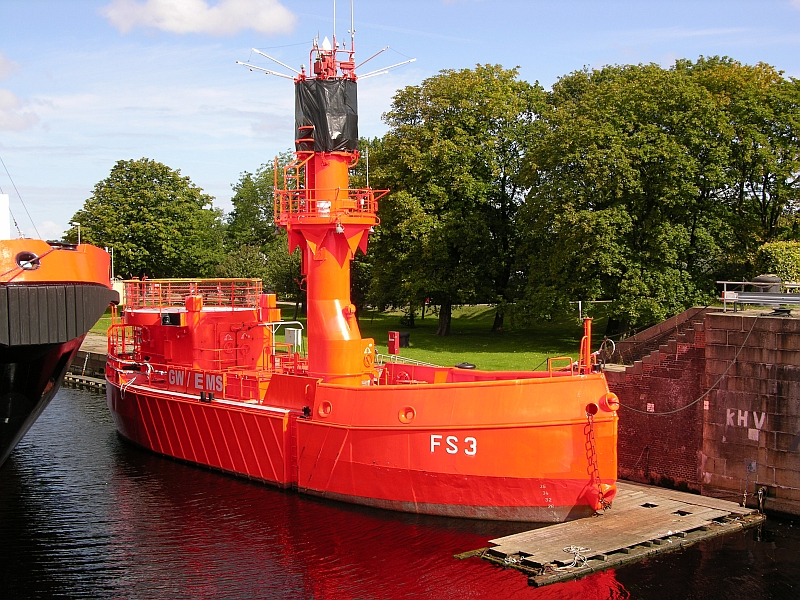
قایق راهنمای FS3 در ویلهلمس‌هافن

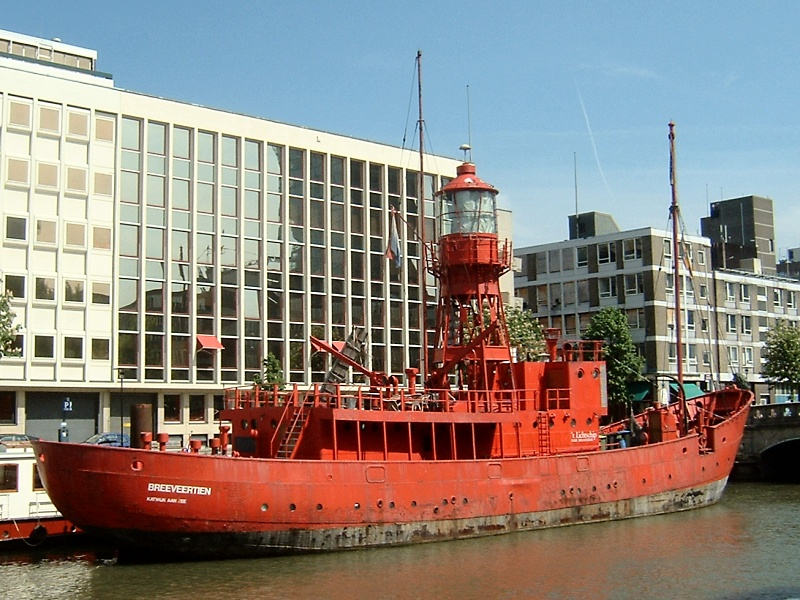
یک کشتی راهنمای بریتانیایی که امروزه در روتردام هلند کنار گرفته و از آن به‌عنوان رستوران استفاده می‌شود.

کشتی راهنما یا قایق راهنما یا کشتی فانوس‌دار (انگلیسی: Lightvessel or Lightship) نوعی کشتی است که نقش فانوس دریایی را ایفا می‌کند. این شناورها دارای نورافکن‌های قوی هستند و در جاهای خطرناک لنگر می‌اندازد تا راهنمای کشتی‌های عبوری دیگر باشند. از این کشتی‌ها در آب‌های بسیار عمیق یا جاهایی استفاده می‌شود که امکان احداث و تعبیهٔ فانوس دریایی وجود ندارد.
اگرچه اسنادی دربارهٔ قرار دادن فانوس‌ها و مشعل‌های بزرگ آتش بر روی کشتی‌های دوران رومیان وجود دارد، اما نخستین کشتی سبک مدرن در کنار آب‌تل «نُـر» در دهانه رودخانه تیمز در انگلستان استفاده شد که توسط مخترع آن رابرت هامبلین در سال ۱۷۳۴ در آن مکان قرار گرفت. این روش امروزه تا حد زیادی منسوخ شده‌است چرا که با پیشرفت تکنیک‌های ساختِ فانوس دریایی، این فانوس‌ها جایگزین کشتی‌های راهنما شده‌اند یا آنکه بویه‌های بزرگ و خودکار به‌جای آنها به‌کار گرفته می‌شود.